# 强壮爪鸟属
强壮爪鸟属（学名：Fortunguavis）是反鸟亚纲的一个属，生存于早白垩世的中国辽宁。模式种肖台子强壮爪鸟（Fortunguavis xiaotaizicus）由王敏、邹晶梅与周忠和于2014年命名并描述。属名组合拉丁文fortis（强壮的）、unguis（爪）及avis（鸟），指该物种强壮的脚爪。种小名指化石发现于喇嘛洞镇附近的肖台子村。正模标本IVPP V18631发现于九佛堂组，地质年代处在阿普第期晚期至阿尔布期早期。标本由一副压印在石板上的骨骼组成，该骨骼保存完好，带有颅骨。